# یاسر گومس
یاسر گومس (اسپانیایی: Yasser Gómez‎؛ زادهٔ ۱ آوریل ۱۹۸۰) بازیکن بیس‌بال اهل کوبا است.